# Enderrock
Enderrock är en månatligt utkommande musiktidning startad 1993. Den ges ut i Barcelona, trycks på katalanska och är i första hand tillägnad poprock från det katalanska språkområdet. Utgivaren Grup Enderrock publicerar också, eller har publicerat, tidningar ägnade åt andra musikgenrer, och man delar årligen ut musikpriset Premi Enderrock i en mängd olika kategorier.

## Historia
Första numret av Enderrock (vars namn är en ordlek av orden rock och enderroc, 'rivning') kom ut 23 april 1993. På omslaget fanns Sangtraït, en av dåtidens stora katalanska rockgrupper och en av deltagarna i 1991 års stora rockkonsert i Palau Sant Jordi. Enderrock föddes mitt under den stora katalanskspråkiga pop- och rock-vågen, då grupper som Sau och Sopa de Cabra etablerade sig och katalanska som ett gångbart språk för rockmusik.

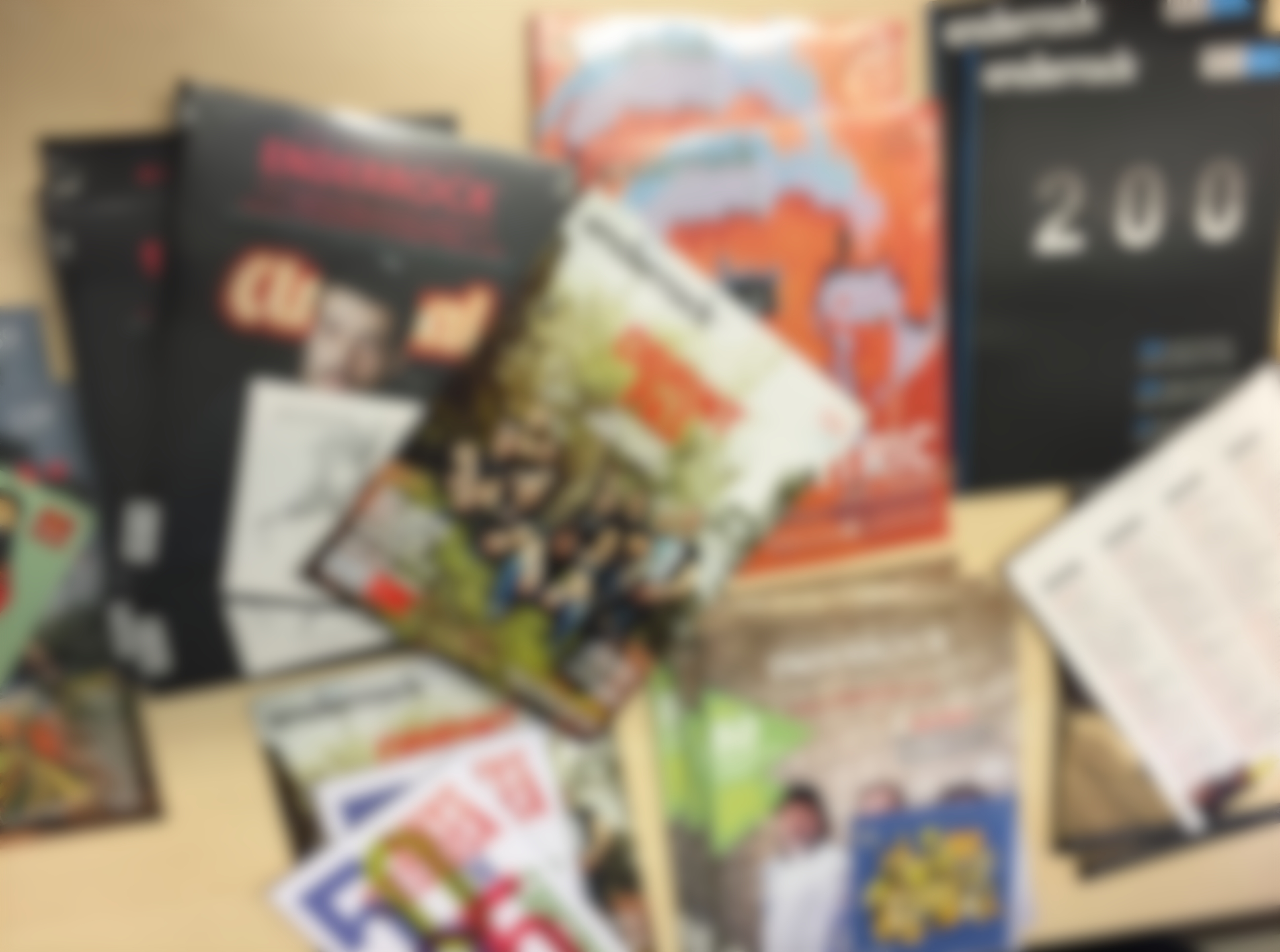
Enderrock har kommit ut i över 250 nummer.

Tidningen började sitt liv som en varannanmånadstidning. Med nummer 23 (mars 1997) övergick man till utgivning en gång i månaden. Fram till hösten 2016 har över 250 nummer givits ut.

## Systerprojekt
Tidningens utgivare Grup Enderrock är den största utgivaren av musiktidningar i Katalonien och på katalanska. Förutom Enderrock publicerar man för närvarande (2016) 440 Clàssica, en tidning om klassisk musik. Tidigare utgav man även Rockcol·lecció, L'Espectacle, Jaç, Sons de la Mediterrània (och innan dess Folc) samt Castells (tidning om castell-kulturen).
Numera lever dessa tidningar kvar som nyhetsavdelningar på förlagets nyhetssajt enderrock.cat. Där finns även baknummer-försäljning av förlagets olika publikationer och en omfattande presentationskatalog av katalanskspråkig pop och rock.
| Enderrocks logotyp från 1993-94 (t.v.) och 1994–98 (t.h.). |  | Enderrocks logotyp från 1993-94 (t.v.) och 1994–98 (t.h.). |
| Enderrocks logotyp från 1993-94 (t.v.) och 1994–98 (t.h.). |  |                                                            |

| 1998 (t.v.) bytte man logotyp igen. 2003 års logotyp (t.h.) behölls fram till 2015. |  | 1998 (t.v.) bytte man logotyp igen. 2003 års logotyp (t.h.) behölls fram till 2015. |
| 1998 (t.v.) bytte man logotyp igen. 2003 års logotyp (t.h.) behölls fram till 2015. |  |                                                                                     |

2009 startades webb-TV-tjänsten "Enderrock TV", med veckovis utkommande nyhetsprogram från branschen.
Vid sidan av tidnings- och nyhetsproduktionen arrangerar Grup Enderrock sedan 2001 talangtävlingen Sona 9. Den föddes via en sammanslagning med tävlingen Èxit, fram till dess anordnad av Catalunya Ràdio. Dessutom delar man sedan 1994 ut branschpriset Premis Enderrock i en mängd olika kategorier.
En gång om året publiceras Anuari de la música, i samarbete med den katalanska fackorganisationen ARC. Denna årsbok över det gångna katalanskspråkiga musikåret gavs tidigare ut som ett specialnummer av branschtidningen L'Espectacle.

## Utmärkelser
- 2004 – Premi Nacional de cultura (utdelad av Generalitat de Catalunya)[4]